# Florian Laggner
Florian Laggner (* 3. August 1988 in St. Veit) ist ein ehemaliger österreichischer Handballspieler.

## Karriere
Der gebürtige Kärntner begann seine aktive Profi-Karriere 2008 bei den Aon Fivers Margareten. Davor war er bereits für denselben Verein in der Unter-21-Mannschaft aktiv. Vor seinem Wechsel 2007 nach Wien spielte er in Kärnten in diversen Jugendligen.
Zugunsten seines Physikstudiums beendete der Kreisspieler 2012 seine Handball-Karriere, um in München seine Masterarbeit zu schreiben.

## Erfolge
- 1× Österreichischer Meister (mit den Aon Fivers)
- 2× Österreichischer Pokalsieger (mit den Aon Fivers)

## HLA-Bilanz
| Saison    | Verein                         | Spielklasse | Tore | 7-Meter | Feldtore |
| --------- | ------------------------------ | ----------- | ---- | ------- | -------- |
| 2008/09   | Handballclub Fivers Margareten | HLA         | 1    | 0       | 1        |
| 2009/10   | Handballclub Fivers Margareten | HLA         | 2    | 0/1     | 2        |
| 2010/11   | Handballclub Fivers Margareten | HLA         | 6    | 0       | 6        |
| 2011/12   | Handballclub Fivers Margareten | HLA         | 21   | 0       | 21       |
| 2008–2012 | gesamt                         | HLA         | 30   | 0 (0 %) | 30       |